# Otto Beeby
Otto Beeby, né en 1906 à Bondi dans la banlieue de Sydney et décédé en 1981 en Australie, est un journaliste et écrivain australien de roman policier.

## Biographie
Journaliste, il débute à dix-huit ans au Herald Sun. Il dirige ensuite le magazine Pocket Book, puis devient président de l’Australian Journalists Association (en). 
Comme romancier, il est l’auteur de nombreuses nouvelles et de cinq romans. Son premier titre, The Lovely and the Damned, est un roman de cape et d'épée, tandis que les cinq suivants sont des romans policiers, dont quatre d'entre eux mettent en scène l’escroc Anthony Spencer. Seul le roman Blank Cheque for Murder, sa première aventure, est traduite en France à la Série noire sous le titre Chèque en noir en 1970. Pour Claude Mesplède « l'histoire, fort bien menée, est passionnante car les protagonistes n'y sont pas de simples supports. (...) Un récit crédible qui rappelle l'atmosphère des grands romans de James Hadley Chase ».

## Œuvre

### Roman de cape et d’épée
- The Lovely and the Damned (1961)

### Romans policiers

#### Série Anthony Spencer
- Blank Cheque for Murder (1968) Publié en français sous le titre Chèque en noir, traduction de Roger Guerbet, Paris, Gallimard, Série noire no 1341, 1970.
- The Faceless Men (1969)
- No Profit in Dying (1970)
- Too Many Innocents (1972)

#### Autre roman policier
- Five Guilty Men (1965)

## Sources
- Claude Mesplède  et Jean-Jacques Schleret (Éd. rév. de: SN, voyage au bout de la Noire), Les auteurs de la Série noire, 1945-1995, Nantes, Joseph K, coll. « Temps noir », 1996, 627 p. (ISBN 978-2-910686-11-6, OCLC 300207570), p. 44.
- Claude Mesplède, Les Années "Série noire" : bibliographie critique d'une collection policière, vol. 3 : 1966-1972, Amiens, Editions Encrage, coll. « Travaux / 22 », 1994, 4 p. (ISBN 978-2-906389-53-3), p. 199.